# Coracina personata
El oruguero de Wallacea (Coracina personata) es una especie de ave paseriforme de la familia Campephagidae endémica del sur de Indonesia.

## Distribución y hábitat
Se extiende por las islas menores de la Sonda desde Sumbawa hasta las islas Tanimbar, además de las islas Kai, todas pertenecientes al sur de la Wallacea. Su hábitat natural son las selvas tropicales húmedas de zonas bajas.